# Trois tours de roue du dharma
Trois tours de roue du Dharma (sanskrit : tri-dharma-cakra-pravartana, tibétain : chos kyi 'khor lo gsum) est une notion provenant d'abord du premier sermon du bouddha historique Siddhartha Gautama, dans lequel chacune des Quatre nobles vérités est envisagée de trois façons. Plus tard, elle est reprise et développée dans le bouddhisme mahâyâna, plus particulièrement dans l'école Yogâcâra, dans le chapitre VII d'un sutra essentiel de cette école, intitulé « Soûtra du Dévoilement du sens profond » (Sandhinirmocana Sutra (en)) où elle renvoie à un classement des sutras du bouddhisme fondé sur leur degré de perfection. En effet, selon ce texte, le Bouddha aurait dispensé son enseignement en trois grands cycles, appelés « tours de Roue du Dharma ». Il y aurait donc eu, selon le Sandhinirmocsana-sûtra, trois séries successives d'enseignements : les deux premières étant imparfaites, il a fallu une troisième série qui, elle, est parfaite car elle donne le sens profond des conceptions du Bouddha.
Cette tripartition a donné lieu à une classification des sutras reprise principalement dans le bouddhisme tibétain.

## Vue générale

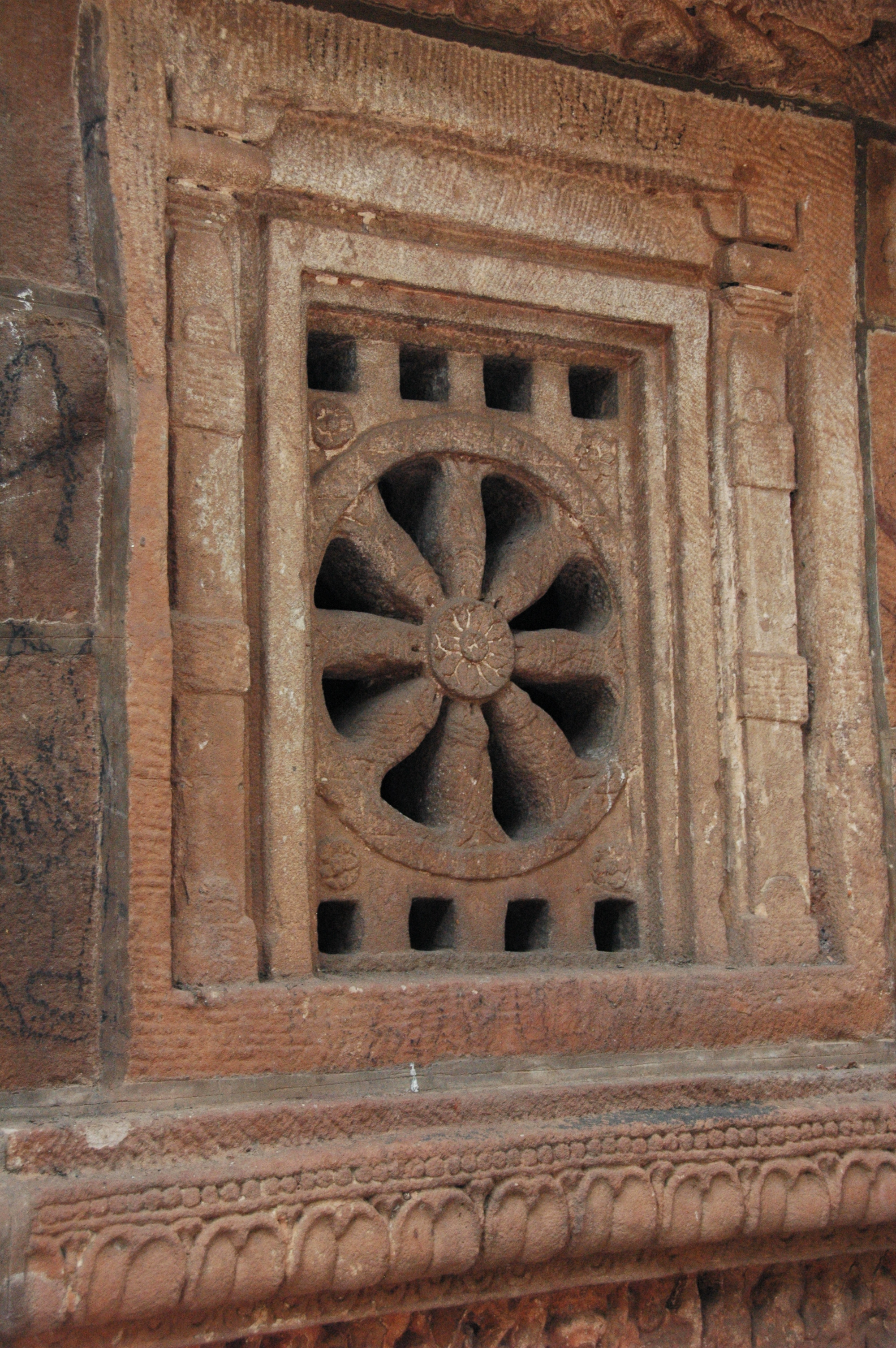
Fenêtre avec le motif de la roue du Dharma., Karnataka, VIIe siècle

La « roue du Dharma » (dharma-cakra) est un symbole traditionnels des enseignements bouddhiques, qui se présente sous forme d'une roue à huit branches (comme le noble chemin à huit branches). Tout comme les enseignements, la roue est censée être éternelle, sans début ni fin. C'est dans le premier sermon du bouddha historique Siddhartha Gautama que l'on trouve la notion de « Trois tours de roue du Dharma ». Dans ce texte, la roue de la Loi (dharma) tourne en effet trois fois, chacune des Quatre nobles vérités étant envisagée de trois manières différentes: comme une noble vérité, comme une vérité à réaliser et comme une vérité qui a été réalisée,.
Plus tard, dans l'école Yogâcâra du bouddhisme mahâyâna, le sutra intitulé Sandhinirmocsana-sûtra — probablement composé après le Ier ou le IIe siècle de notre ère — offre pour la première fois, dans son chapitre VII, une gradation en trois niveaux des enseignements du Bouddha (qui sont renfermés dans de vastes ensembles de sutra), ce qui signifie qu'il y a eu trois tours de roue (autrement dit, trois mises en route des enseignements). Ces trois s'expliquent par le fait que le Bouddha a, par deux fois, livré un enseignement qui, disent les commentaires, est « provisoire et sujet à discussion » (ce sont les deux premiers tours de roue du Dharma), avant de donner un troisième tour de roue qui, lui, « est inégalé (...), de sens définitif ; il est indiscutable ». Par ailleurs, le texte distingue entre des enseignements de sens provisoire et des sutras de sens définitif,.
Le contenu du premier tour est le Dharma de base pour les « auditeurs » (Sàhrâvakas) qui forment le śrâvakayâna); le deuxième tour enseigne la doctrine provisoire de la vacuité dans les sutras de la Grande Sagesse (Prajnâ-pâramitâ); le troisième et dernier tour donne l'enseignement définitif de la vraie nature de la réalité. Le premier tour est lié au bouddhisme dit « ancien », le deuxième à l'école Madhyamaka et le troisième, essentiellement à l'école Yogâcâra.
Seuls le bouddhisme mahâyâna et le bouddhisme vajrayâna acceptent l'ensemble des sutras des trois tours de roue, le bouddhisme Theravada s'en tenant, lui, exclusivement aux sutras de la première mise en mouvement de la roue (ce qui correspond à la « corbeille des sutras » du Canon pali). Par ailleurs, cette tripartition a donné lieu à une classification des sutras reprise principalement dans le bouddhisme tibétain, les traditions chinoise et japonaise ayant adopté d'autres ordonnancements.

## Les trois tours de roue

### Premier

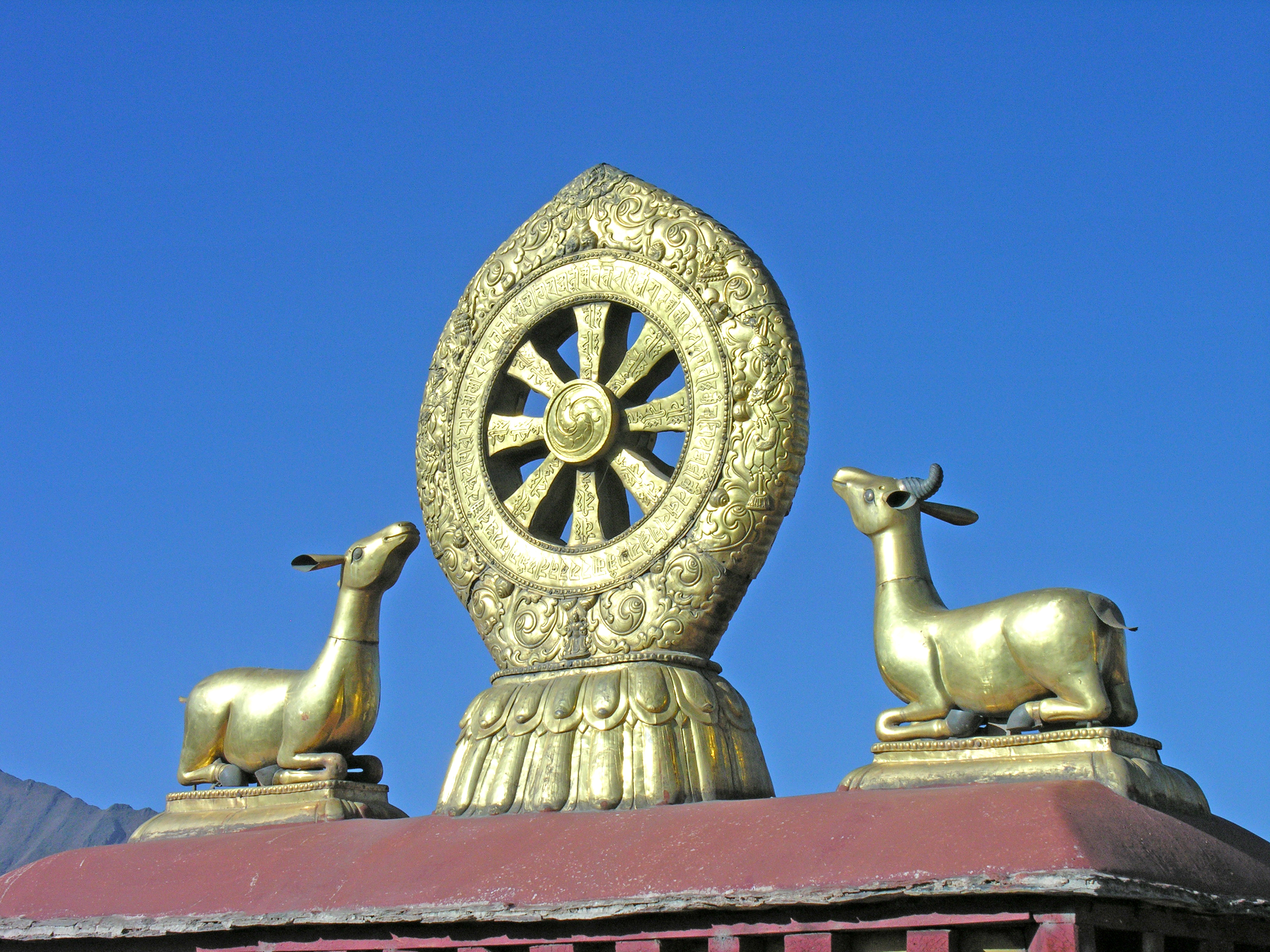
Symbole du premier tour de roue de la loi au parc des cerfs, à Sarnath. Temple de Jokhang, Lhassa.

La première mise en mouvement de la Roue du Dharma eut lieu à Sārnāth au« parc des cerfs », où le Bouddha enseigna les quatre nobles vérités. Ce premier discours est la base de l'enseignement — adressé à tout un chacun — qu'il ne cessa de développer et de dispenser jusqu'à sa mort. L'ensemble de cet enseignement se retrouve dans le Canon pali, et avec quelques différences ou variantes, dans les canons chinois et tibétain. Les textes qui reproduisent ces enseignements sont les seuls acceptés aussi bien par le courant du Theravâda que ceux du Mahâyâna et du Vajrayâna.

### Deuxième
La deuxième mise en mouvement de la Roue du Dharma eut lieu au Pic des Vautours près de Rajagrha (actuellement Rajgir). Le Bouddha transmit à ses disciples les plus avancés les enseignements de la Prajnaparamita, qui établissent la doctrine de la Vacuité des phénomènes,. Ces enseignements, trop difficiles pour les gens de l’époque, devaient être révélés plus tard. Ils constituent ce qu'on appelle les « sūtras de la prajñāpāramitā » (aussi connus comme les « dix-sept mères et fils ») dont les plus connus sont le Sūtra du Cœur et le Sūtra du Diamant. À ces textes viennent s'ajouter d'autres sutras célèbres comme le Sūtra du Lotus et le Sutra de Vimalakirti.
Selon la tradition bouddhiste, les textes de la Prajnâpâramitâ auraient été conservés dans le monde des Nagas et transmis à Nāgārjuna aux IIe – IIIe siècle. Toutefois, les bouddhologues estiment que la majorité de ces textes furent écrits entre le Ier siècle av. J.-C. et le VIe siècle apr. J.-C.. La notion de vacuité connaîtra un profond développement chez Nagarjuna, en particulier dans un de ses textes majeurs, les Stances du milieu par excellence (« Prajñānāma mūla madhyamaka kārikā »).

### Troisième

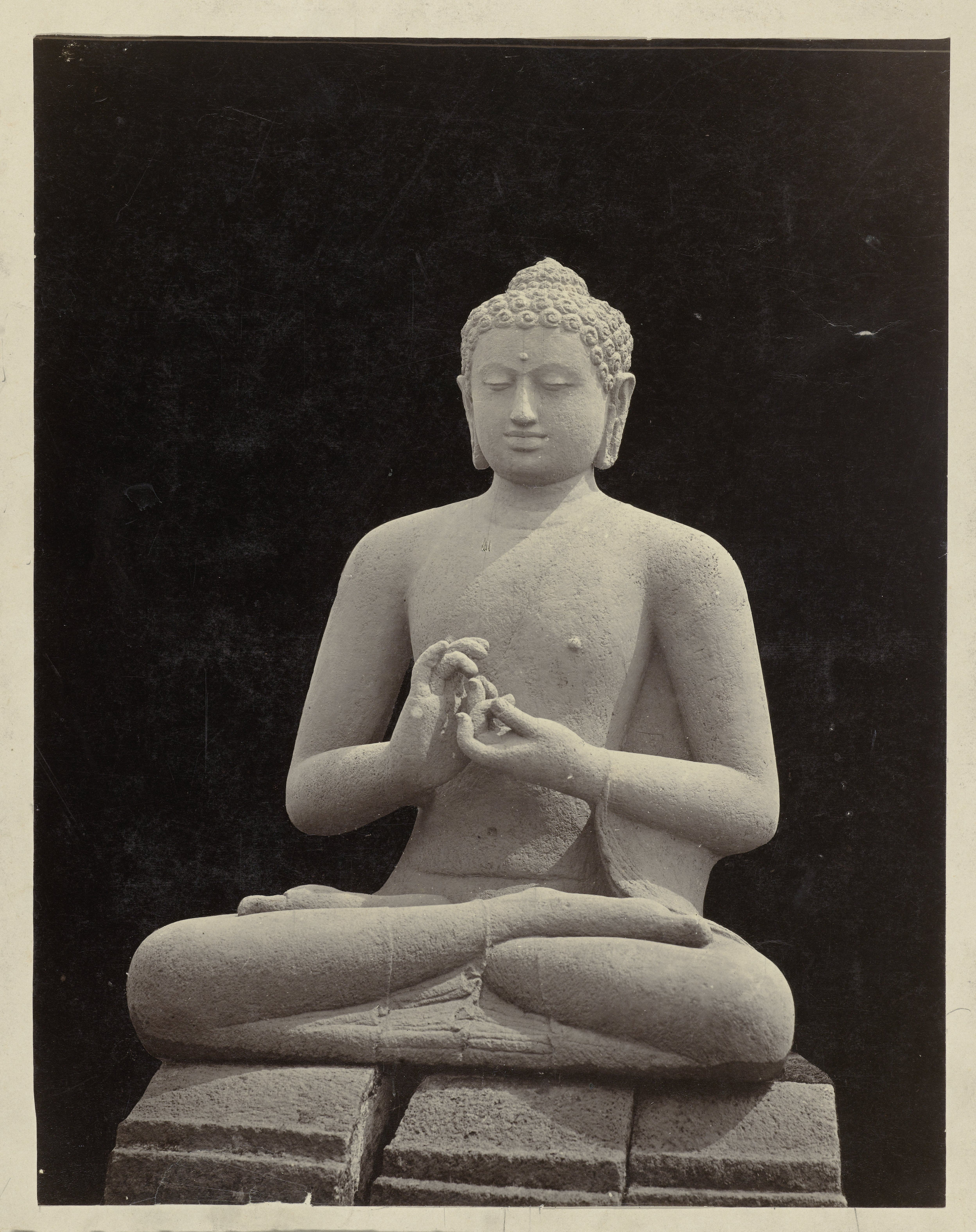
Le Bouddha faisant le « dharmachakra mudra » qui signifie la mise en route de la Loi (Dharma). Borodur, stupa no 11. 1873.

Le Bouddha enseigna la troisième roue du Dharma sous « l'aspect lumineux de l'esprit » à Vaishali (dans le Bihar), à Sravasti et sur le mont Malaya. Il y enseigna l'ālayavijñāna (« conscience base-de-tout »), les trois natures et le Tathagatagarbha c'est-à-dire la nature de bouddha qui se trouve en chaque être.
Parmi ces textes, on trouve entre autres le Laṅkāvatāra Sūtra (« Sūtra de l'Entrée à Lankâ »), le Tathāgatagarbha Sūtra (« Sūtra du Tathāgatagarbha »), la collection de 49 textes du Ratnakuta-sutra (« Sūtra de l'Amas de joyaux »), le Sandhinirmocana Sūtra (en) (« Sūtra du Dévoilement du sens profond ») ou encore l'Avatamsaka Sūtra (« Sūtra de l'Ornementation fleurie », ou « de la guirlande de fleurs »).
Ces notions seront développées très profondément par Asanga, entre autres, dans les Cinq traités de Maitreya : Mahāyānasūtrālankāra (« l'Ornement des sutras du Mahâyâna »), Abhisamayālankāra (« l'Ornementation de la claire compréhension »), Madhyāntavibhanga (« la Claire distinction entre le milieu et les extrêmes »), Dharmadharmatāvibhanga (« la Claire distinction entre les phénomènes et leur nature réelle ») et Mahāyānottaratantra-śastra ou Uttaratantrasastra (« la Suprême continuité »). Selon la tradition, Asanga fut amené par le bouddha Maitreya dans le séjour divin de Tushita (v. aussi Tushita (en)) et à son retour, il mit par écrit dans ces cinq traités l'enseignement que lui avait livré Maitreya.

### Une division chinoise
En Chine, Zhìshēng (en) fait autre analyse de la « Roue de la Loi à trois tours » dans le Catalogue des enseignements de Shakyamuni de l’époque du Grand Tang de l’époque Kaiyuan — ou simplement Kaiyuan Catalogue — composé en 730, dont la bouddhologue Kokyo Tokuno dit qu'il est « généralement considéré comme le catalogue bibliographique le plus important en raison du rôle qu'il a joué dans l'histoire des publications canoniques bouddhistes d'Asie de l'Est », tandis que la chercheuse Tanya Storch y voit une « synthèse parfaite des quatre cents ans de développement de la forme chinoise du Canon [bouddhique] ».
Dans cet ouvrage, on a dans le premier tour de roue, les enseignements exposés pour les bodhisattvas dans l’Avataṃsaka sūtra, dans le deuxième tour de roue, les enseignements des trois véhicules des sūtras des périodes Agama, Vaipulya et de la Sagesse[Quoi ?], destiné aux personnes de capacités inférieures, incapables de saisir l’enseignement de l'Avataṃsaka sūtra; et dans le troisième tour de roue, le Sūtra du Lotus, dont l’enseignement réunit les trois véhicules dans le Véhicule Unique.

## Mises en mouvement et écoles philosophiques
Il faut encore ajouter que dans le mahâyâna indo-tibétain, on établit une nouvelle distinction parmi l'ensemble des textes des trois mises en mouvements entre sutras de sens provisoire (sanskrit : « neyārtha ») et sutras de sens définitif (sanskrit: « nīthārta ») Les premiers peuvent être l'objet d'interprétation et de commentaires, contrairement aux seconds. Cette nouvelle subdivision a entraîné des discussions et des divergences entre les écoles philosophiques.
C'est ainsi que la deuxième roue du Dharma sert de base au Madhyamaka, école fondée par Nagarjuna, tandis que la troisième renvoie au courant Yogâcâra (ou Cittamâra), fondé par les deux frères  Asanga et Vasubandhu. On peut dire de manière générale que l'école Cittamātra et l'école Madhyamaka shentong considèrent que la troisième roue est de sens définitif, tandis que la deuxième roue est de sens provisoire, et doit donc être interprétée et complétée par les textes de la troisième roue. Pour l'école Madhyamaka Rangtong, et en particulier pour Tsongkhapa (1357-1419), le fondateur de l'école Gelugpa, c'est l'inverse.
Au Tibet, c'est l'école Madhyamaka rangtong qui a très largement dominé à partir de la deuxième diffusion des enseignements durant les  XIe – XIIe siècles, do à partir de l'arrivée au pouvoir des Gelugpa au XVIIe siècle. Les maîtres Nyingmapa Dzogchen Longchenpa (1308-1364) et Mipham Rinpoché (1846–1912) sont probablement les seuls à considérer que les deux dernières roues sont de sens définitif et que c'est précisément la synthèse des deux qui donne la signification du Mahayana. c'est un fait que Nagarjuna n'avance, dans les Stances du milieu par excellence aucune prétention positive[Interprétation personnelle ?]
On peut ajouter que les enseignements de la deuxième roue du Dharma partent d'une approche négative (au sens d'apophatique), par négation de tout ce que ne peut pas être la Vérité et la réalisation ultime (nature de bouddha, Nirvāna) alors que la troisième roue du Dharma, au contraire, attribue à ces éléments des qualités positives[réf. nécessaire]. Deux exemples suffiront pour percevoir cette différence de compréhension. Du côté de la deuxième roue, nous avons Nagarjuna qui écrit dans Les stances du milieu par excellence : « Sans élimination ni acquisition, sans rien qui soit détruit, rien qui perdure, sans rien qui cesse ou vienne à se produire, tel est ce qu'on appelle Nirvāna (25,3) » Guy Bugault — qui a traduit ce texte — déclare clairement que « c'est un fait que Nagarjuna n'avance, dans les Stances du milieu par excellence aucune prétention positive. » De l'autre côté, nous avons Asanga qui, lui en revanche, affirme dans son Mahāyānottaratantra-śastra : « La bouddhéité possède deux catégories de qualités: a) elle est non-composée, spontanément parfaite et non produite par des conditions extérieures ; b) elle possède la connaissance, la compassion et la puissance (I.5). »